# Minilimosina dissimilicosta
Minilimosina dissimilicosta är en tvåvingeart som först beskrevs av Arnold Spuler 1925.  Minilimosina dissimilicosta ingår i släktet Minilimosina och familjen hoppflugor. Inga underarter finns listade i Catalogue of Life.